# Hoplandrothrips forbesi
Hoplandrothrips forbesi är en insektsart som först beskrevs av Ian A. Hood 1940.  Hoplandrothrips forbesi ingår i släktet Hoplandrothrips och familjen rörtripsar. Inga underarter finns listade i Catalogue of Life.